# Isarn
Isarn (lat. Ysarnus) ili Aznar (lat. Aznarius) (? – 948.) bio je španjolski plemić te grof Pallarsa.
Njegov otac je bio grof Rajmond I. od Pallarsa i Ribagorze (? – 920.).
Isarn, koji je bio katolik te je spomenut u poveljama, imao je brata Ata (Oton), koji je bio biskup. Ato je, dakle, bio crkveni velikodostojnik, a Isarn i njegov brat Bernard I. vladali su grofovijama svoga oca.
Isarnova je prva supruga bila gospa Adela, a druga dama Senegunda. Isarn je bio otac sina Vilima i kćeri Ermengarde, koja je bila časna sestra.
904. Isarna je zarobio lord Lubb ibn Muhammad, koji je bio musliman. Isarna je kasnije, 918., oslobodio njegov bratić, kralj Sančo I.